# Episodi di Flikken - Coppia in giallo (sesta stagione)
La sesta stagione della serie televisiva Flikken - Coppia in giallo (Flikken Maastricht) è andata in onda nei Paesi Bassi dal 3 febbraio 2012 su TROS.
In Italia ha esordito nel 2012 su Rete 4.
| nº      | Titolo originale  | Titolo italiano           | Prima TV Paesi Bassi | Prima TV Italia |
| ------- | ----------------- | ------------------------- | -------------------- | --------------- |
| Film TV | De Overloper      | Doppio gioco              | 27 gennaio 2012      |                 |
| 1       | Een nieuw begin   | Delitto al campo nomadi   | 3 febbraio 2012      |                 |
| 2       | Slangenkop        | Ritrovamento sconvolgente | 10 febbraio 2012     |                 |
| 3       | Gif               | Veleno                    | 17 febbraio 2012     |                 |
| 4       | Baby Gaga         | Adozione illegale         | 24 febbraio 2012     |                 |
| 5       | Kindermenu        | Il mostro                 | 2 marzo 2012         |                 |
| 6       | Vals spel         | Partita truccata          | 9 marzo 2012         |                 |
| 7       | Lief en Leed      | Appropriazione indebita   | 16 marzo 2012        |                 |
| 8       | Lokaas            | Sequestro in banca        | 23 marzo 2012        |                 |
| 9       | Heden en verleden | Tra presente e passato    | 30 marzo 2012        |                 |
| 10      | Patsy             | La visita del presidente  | 6 aprile 2012        |                 |